# Alkhaly Bangoura
Alkhaly Bangoura est un footballeur guinéen né le 8 janvier 1996. Il joue actuellement en tant qu'ailier droit à EGS Gafsa.

## Biographie
Il intègre à 7 ans l'AS Mambo de Kindia, fondé par son frère Karim Bangoura, ex-sociétaire du FC Satellite de Guinée et président de ce club informel.
Ses premières touches de balle impressionnent plus d'un. Son talent fait de lui la convoitise incessante des clubs de Ligue 1 guinéens mais il reste en fin à son club formateur. Il est proposé en essai à l'Étoile sportive du Sahel. Sans complexe, il impressionne encore par ses qualités et le club le fait signer,.

## Palmarès
- Vainqueur du championnat de Tunisie : 2016
- Vainqueur de la coupe de Tunisie : 2012, 2014, 2015
- Vainqueur de la coupe de la confédération : 2015